# Liste der Baudenkmäler in Tussenhausen

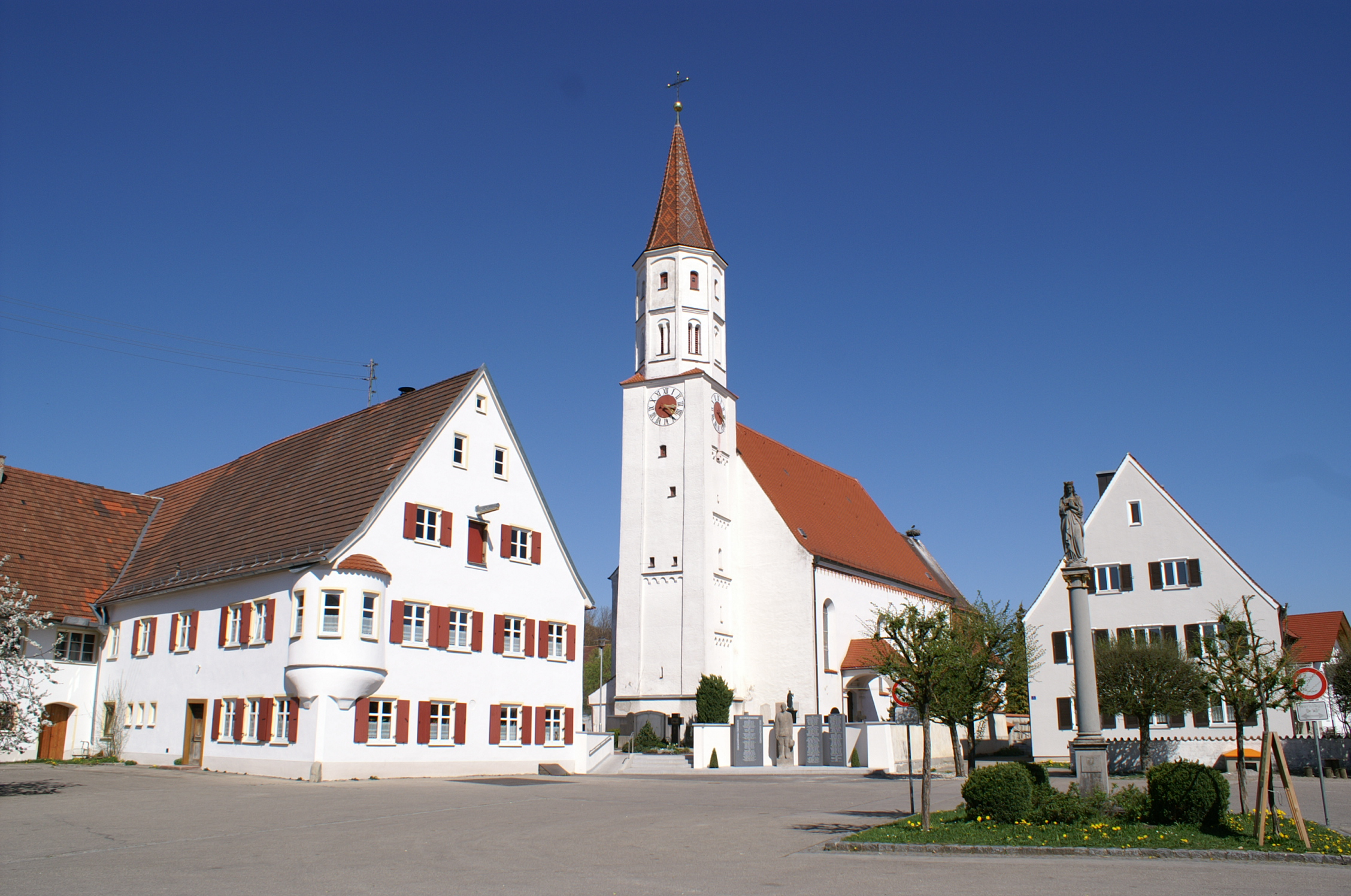
Marktplatz Tussenhausen

Auf dieser Seite sind die Baudenkmäler in dem schwäbischen Markt Tussenhausen zusammengestellt. Diese Tabelle ist eine Teilliste der Liste der Baudenkmäler in Bayern. Grundlage ist die Bayerische Denkmalliste, die auf Basis des Bayerischen Denkmalschutzgesetzes vom 1. Oktober 1973 erstmals erstellt wurde und seither durch das Bayerische Landesamt für Denkmalpflege geführt wird. Die folgenden Angaben ersetzen nicht die rechtsverbindliche Auskunft der Denkmalschutzbehörde.

## Baudenkmäler nach Ortsteilen

### Tussenhausen
| Lage                                                                          | Objekt                                 | Beschreibung | Akten-Nr.     | Bild                                   |
| ----------------------------------------------------------------------------- | -------------------------------------- | --- | ------------- | -------------------------------------- |
| An der Mühle 3 (Standort)                                                     | Mühle                                  | zweigeschossiger Satteldachbau mit Giebelgesimsen, im Kern wohl frühes 18. Jahrhundert | D-7-78-204-2  | Mühle                                  |
| Kapellenweg 2 (Standort)                                                      | Kath. Kapelle Unserer Lieben Frau      | Kath. Kapelle Unserer Lieben Frau, pilastergegliederter, längsovaler Zentralbau, 1708/09; mit Ausstattung.                                                                                         | D-7-78-204-3  | weitere Bilder                         |
| Kirchenbächle (Standort)                                                      | Transformatorenhaus                    | Transformatorenhaus, gedrungener, gestufter Turm über quadratischem Grundriss mit Pyramidendach, 1927.                                                                                             | D-7-78-204-19 | Transformatorenhaus                    |
| Marktplatz 1 (Standort)                                                       | Gasthaus zum Adler                     | zweigeschossiger Satteldachbau mit Eckerker, frühes 17. Jahrhundert | D-7-78-204-4  | Gasthaus zum Adler                     |
| Marktplatz 1 (Standort)                                                       | Gasthaus zum Adler (Nebengebäude)      | Wirtschaftsgebäude, zweigeschossige Satteldachbauten, gleichzeitig mit dem Gasthaus zum Adler (frühes 17. Jahrhundert).                                                                            | D-7-78-204-4  | Gasthaus zum Adler (Nebengebäude)      |
| Marktplatz 2 (Standort)                                                       | Kath. Pfarrkirche St. Martin           | Saalbau mit flach korbbogiger Tonne und eingezogenem Chor unter Stichkappentonne, westlicher Turm mit Spitzhelm, im Kern 14. und 15. Jahrhundert, Umgestaltungen 18. Jahrhundert; mit Ausstattung. | D-7-78-204-5  | weitere Bilder                         |
| Mattsieser Straße 2 (Standort)                                                | Kruzifix                               | 2. Hälfte 18. Jahrhundert | D-7-78-204-8  | Kruzifix                               |
| Zaisertshofener Straße 22 (Standort)                                          | Bauernhaus                             | Mitterstallbau, zweigeschossiger Traufseitbau mit Schleppdach und Kastengesims, bezeichnet 1768.                                                                                                   | D-7-78-204-9  | Bauernhaus                             |
| Straßäcker (an der Straße zwischen Tussenhausen und Zaisertshofen) (Standort) | Feldkapelle, sogenannte Jakoberkapelle | Feldkapelle, sogenannte Jakoberkapelle, 18. Jahrhundert | D-7-78-204-10 | Feldkapelle, sogenannte Jakoberkapelle |

### Mattsies
| Lage                            | Objekt                              | Beschreibung | Akten-Nr.     | Bild               |
| ------------------------------- | ----------------------------------- | --- | ------------- | ------------------ |
| Schloßstraße 2 (Standort)       | Schloss Mattsies                    | Schloss, fünfgeschossiger Wohnturm mit Satteldach, 16. Jahrhundert, Veränderungen 18. und 19. Jahrhundert | D-7-78-204-11 | weitere Bilder     |
| Schloßstraße 4 (Standort)       | Wirtschaftsgebäude                  | Ostflügel und Westflügel Satteldachbauten, 18. Jahrhundert, südliche Flügelbauten mit Walmdächern, 18. Jahrhundert; um langgestreckten Vorhof gruppiert.                                                                    | D-7-78-204-11 | Wirtschaftsgebäude |
| Von-Freyberg-Platz 2 (Standort) | Pfarrhof                            | zweigeschossiger Bau mit Steilsatteldach und polygonalem Eckerker, wohl Ende 16. Jahrhundert errichtet, im 18. Jahrhundert umgestaltet.                                                                                     | D-7-78-204-12 | weitere Bilder     |
| Von-Freyberg-Platz 4 (Standort) | Kath. Pfarrkirche Mariä Himmelfahrt | flachgedeckter Saalbau mit eingezogenem Chor unter Stichkappentonne, nördlicher Turm mit geschweifter Haube, im Kern spätgotisch, Umbau um 1730, Turm Untergeschoss 12. Jahrhundert, Obergeschoss um 1600; mit Ausstattung. | D-7-78-204-13 | weitere Bilder     |

### Zaisertshofen
| Lage                                    | Objekt                                       | Beschreibung | Akten-Nr.     | Bild           |
| --------------------------------------- | -------------------------------------------- | --- | ------------- | -------------- |
| Mörgener Straße 10 (Standort)           | Kath. Pfarrkirche St. Silvester              | flachgedeckter Saalbau mit eingezogenem Chor unter Stichkappentonne, nördlicher Satteldachturm, im Kern spätgotisch, Umgestaltung durch Michael Stiller 1758, Erweiterung 1837, Umgestaltung 1864/65 und 1954; mit Ausstattung. | D-7-78-204-15 | weitere Bilder |
| Pfarrer-Gelb-Straße 2 (Standort)        | Pfarrhaus                                    | zweigeschossiger Mansarddachbau mit Mittelrisalit und Ecktürmen, 1767/73; mit Ausstattung. | D-7-78-204-16 | weitere Bilder |
| Pfarrer-Gelb-Straße 2 (Standort)        | Gartenhaus beim Pfarrhaus und Einfriedung    | Gartenhaus, kleiner Zeltdachbau, wohl gleichzeitig mit Pfarrhaus; Einfriedung, wohl gleichzeitig mit Pfarrhaus. | D-7-78-204-16 | weitere Bilder |
| Katzenlohe (östlich vom Ort) (Standort) | Kath. Kapelle zur Schmerzhaften Muttergottes | Rechteckbau mit halbrundem Schluss und Satteldach, 1794; mit Ausstattung | D-7-78-204-17 | weitere Bilder |

## Ehemalige Baudenkmäler
In diesem Abschnitt sind Objekte aufgeführt, die früher einmal in der Denkmalliste eingetragen waren, jetzt aber nicht mehr. Objekte, die in anderem Zusammenhang also z. B. als Teil eines Baudenkmals weiter eingetragen sind, sollen hier nicht aufgeführt werden. Aktennummern in diesem Abschnitt sind ehemalige, jetzt nicht mehr gültige Aktennummern.

| Lage                                            | Objekt                 | Beschreibung             | Akten-Nr.    | Bild |
| ----------------------------------------------- | ---------------------- | ------------------------ | ------------ | --- |
| Tussenhausen Alte Ramminger Straße 6 (Standort) | Holzfigur              | Hl. Michael, um 1700     | D-7-78-204-1 | BW |
| Tussenhausen Marktplatz (bei Nr. 8) (Standort)  | Bildstock Maria Schnee | um 1800                  | D-7-78-204-7 | [[Vorlage:Bilderwunsch/code!/C:48.1018,10.561217!/D:Marktplatz (bei Nr. 8), Bildstock Maria Schnee!/\|BW]] |
| Tussenhausen Marktplatz 3 (Standort)            | Tür                    | klassizistisch, um 1800. | D-7-78-204-6 | Tür |